# Kinywambogo
Kinywambogo är ett vattendrag i Burundi.   Det ligger i provinsen Ngozi, i den norra delen av landet, 80 kilometer nordost om huvudstaden Bujumbura.
Omgivningarna runt Kinywambogo är en mosaik av jordbruksmark och naturlig växtlighet. Runt Kinywambogo är det tätbefolkat, med 442 invånare per kvadratkilometer.